# Karel Komárek (fotbalista)
Karel Komárek (13. března 1938 Brno – 22. července 2006 tamtéž) byl český fotbalový obránce.

## Fotbalová kariéra
Začínal v Husovicích.. V československé lize hrál za Rudou hvězdu Brno a Spartak ZJŠ Brno celkem ve 129 utkáních a dal 5 gólů. Klubový rekordman v počtu zápasů odehraných v evropských pohárech – 22 utkání (3 góly). Vítěz československého poháru 1959/60. Patřil k nejtalentovanějším hráčům v Československu a byl oporou mládežnických reprezentačních výběrů. Už od osmnácti let začal nastupovat v prvním mužstvu Zbrojovky, odehrál necelé čtyři sezony v oblastní soutěži na konci padesátých let. Jeho talentu si všimli i trenéři jiných týmů, v sezoně 1959/60 přestoupil do sousední Rudé hvězdy Brno, která hrála nejvyšší soutěž. A hned na jaře se radoval z vítězství ve Spartakiádním poháru. Po sloučení Rudé hvězdy se Zbrojovkou se stal v polovině šedesátých let společně s Karlem Kohlíkem vůdčí postavou týmu. Začínal jako útočník, svoje ofenzivní schopnosti prokázal například v sezoně 1957/58, kdy nastřílel za Zbrojovku devět soutěžních branek. Později se přesunoval do zadních řad a postupně vystřídal snad všechny posty s výjimkou brankáře, uplatňoval svou pracovitost a fyzickou kondici. „Byl malej, ale hrozně naběhanej," vystihuje jeho přednost bývalý spoluhráč Josef Pospíšil. Po sestupu do druhé ligy v roce 1967 odehrál v brněnském dresu tři druholigové sezony, ale u postupu na jaře 1971 už nebyl.

## Ligová bilance
| Ročník                                   | Zápasy | Góly | Klub             |
| ---------------------------------------- | ------ | ---- | ---------------- |
| 1. československá fotbalová liga 1959/60 | 11     | 0    | Rudá Hvězda Brno |
| 1. československá fotbalová liga 1960/61 | 26     | 1    | Rudá Hvězda Brno |
| 1. československá fotbalová liga 1962/63 | 22     | 4    | Spartak ZJŠ Brno |
| 1. československá fotbalová liga 1963/64 | 21     | 0    | Spartak ZJŠ Brno |
| 1. československá fotbalová liga 1964/65 | 15     | 0    | Spartak ZJŠ Brno |
| 1. československá fotbalová liga 1965/66 | 21     | 0    | Spartak ZJŠ Brno |
| 1. československá fotbalová liga 1966/67 | 13     | 0    | Spartak ZJŠ Brno |
| LIGA CELKEM                              | 129    | 5    |                  |